# قرقاص (جنس)
قِرْقاص (الاسم العلمي: Tripleurospermum)، جنس نباتات من فصيلة النجمية. وتُعرف باسم أعشاب مايو.
معظم الأنواع توجد في أوروبا وآسيا المعتدلة على الرغم من وجود القليل منها في أمريكا الشمالية وشمال إفريقيا. يتم وضع الأنواع في جنس بابونج من قبل بعض المراجع.